# Zobaczyć na własne oczy
Zobaczyć na własne oczy (tytuł oryginalny: Të shoh në sy) – albański film fabularny z roku 1986 w reżyserii Mevlana Shanaja.

## Opis fabuły
Akcja filmu rozgrywa się w niewielkim przedsiębiorstwie w północnej Albanii. Diana jest tam lekarką, a Gjergji ekonomistą. Oboje są idealistami, czym narażają się na śmieszność wśród załogi. Przed przybyciem Gjergjego, Diana była już zaręczona. Uczucie, którym darzy młodego ekonomistę nie jest dobrze widziane w jej środowisku.

## Obsada
- Arben Imami jako Gjergji Morava
- Elvira Diamanti jako Diana
- Sotiraq Bratko jako Nesti
- Agim Shuke jako wiceprzewodniczący
- Shpresa Bërdëllima jako żona wiceprzewodniczącego
- Birçe Hasko jako magazynier Andrea
- Mimika Luca jako matka Gjergjego
- Stavri Shkurti jako dyrektor
- Karafil Shena jako kierowca
- Aurela Hyseni jako księgowa
- Gëzim Rudi jako przyjaciel Gjergjego
- Ketrin Gjonça